# Рудна под Прадједом
Рудна под Прадједом (чеш. Rudná pod Pradědem) је насељено мјесто са административним статусом сеоске општине (чеш. obec) у округу Брунтал, у Моравско-Шлеском крају, Чешка Република.

## Становништво
Према подацима о броју становника из 2014. године насеље је имало 378 становника.